# Hypanthidium magdalenae
Hypanthidium magdalenae är en biart som beskrevs av Urban 1997. Hypanthidium magdalenae ingår i släktet Hypanthidium och familjen buksamlarbin. Inga underarter finns listade i Catalogue of Life.